# Mattia Valoti
Mattia Valoti (Vicenza, 6 settembre 1993) è un calciatore italiano, centrocampista della Cremonese.

## Biografia
È figlio dell'ex calciatore italiano Aladino Valoti, giocatore che ha militato in diverse squadre di Serie A e Serie B alla fine degli anni ottanta e novanta, e nipote di Paolo Valoti, ex ciclista professionista.

## Caratteristiche tecniche
Molto duttile tatticamente, gioca principalmente come mezzala o come centrocampista centrale, può ricoprire anche il ruolo di trequartista dietro le due punte. Si dimostra abile tecnicamente, possiede inoltre un buon tiro dalla lunga distanza.

## Carriera

### Club
Inizia a giocare a calcio all'età di cinque anni nelle giovanili della Lucchese. Negli otto anni successivi, gioca per diverse squadre (Cosenza, Palermo, Crotone, Martina Franca, Dalmine Futura).

#### AlbinoLeffe e Milan
Nel 2006 si trasferì all'AlbinoLeffe, trascorrendo cinque stagioni nelle giovanili del club. Fece il suo debutto come giocatore professionista all'età di diciassette anni, entrando dalla panchina in una partita contro il Crotone. Tre giorni dopo fece il suo debutto in Serie B, entrando ancora una volta dalla panchina nella partita contro il Novara. Il 19 gennaio 2011 fu ceduto, in comproprietà, al Milan restando nei seriani fino al 30 giugno 2011.
Il 20 giugno 2011 la comproprietà venne rinnovata per la stagione 2011-2012 e si trasferì al Milan, prendendo parte ai corsi di formazione e alle amichevoli con la prima squadra. Nel corso della stagione giocò principalmente con la squadra Primavera. Il 19 giugno 2012 Milan e Albinoleffe rinnovarono la comproprietà.
Tornò in prestito all'AlbinoLeffe il 24 gennaio 2013. Nel giugno del 2013 la sua comproprietà fu rinnovata. Il 25 luglio 2013 il Milan rinnovò la comproprietà con l'AlbinoLeffe, lasciando il giocatore ai seriani.

#### Verona e prestiti a Pescara e Livorno
Al termine della stagione diventò interamente dell'Albinoleffe che il 15 luglio 2014 lo cedette in prestito con diritto di riscatto al Verona. Ha esordito in Serie A il 27 settembre 2014 nella sconfitta per 2-0 contro la Roma all'Olimpico. L'11 gennaio 2015 ha realizzato la sua prima rete in Serie A, contro il Parma. Alla fine della stagione il Verona esercita il diritto di riscatto.
Il 23 luglio 2015 viene ceduto in prestito al Pescara. Debutta con i biancazzurri il 9 agosto nel secondo turno di coppa italia contro il Südtirol andando anche in gol. Con gli abruzzesi disputa 10 presenze nella prima metà del campionato. Il 1º febbraio successivo il Verona lo cede in prestito al Livorno, ancora nel campionato cadetto.
Alla fine del prestito Valoti torna al Verona, venendo inserito nella rosa della stagione 2016-2017 come over. Alla quinta giornata, nella trasferta di Ferrara contro la SPAL, realizza la sua prima doppietta in serie B. Il 21 febbraio 2018 rinnova con la società scaligera fino al giugno 2021. Il 25 febbraio 2018 segna la sua prima doppietta in serie A nella vittoria casalinga 2-1 sul Torino.

#### SPAL
Il 6 luglio 2018 passa in prestito alla SPAL con obbligo di riscatto a determinate condizioni. Debutta con la squadra ferrarese il 22 settembre nella trasferta persa con la Fiorentina (3-0) subentrando al 66' a Simone Missiroli. Il 27 gennaio 2019 segna il suo primo gol con i biancoazzurri, che avvia la vittoriosa rimonta in casa del Parma (2-3). Il 1º luglio 2019 viene acquistato a titolo definitivo dal club emiliano.

#### Monza e prestito al Pisa
Il 12 luglio 2021 viene ceduto in prestito con obbligo di riscatto al Monza. Il 27 novembre segna la sua prima rete con i brianzoli, nella partita in casa dell'Ascoli, pareggiata per 1-1.
Il 23 agosto 2023 viene ceduto in prestito al Pisa.Sei giorni dopo va subito a segno all'esordio con i toscani, segnando su calcio di rigore nella partita interna col Parma, persa per 2-1.

#### Cremonese
Il 3 febbraio 2025 viene acquistato dalla Cremonese. Il 15 febbraio segna il suo primo gol con i grigiorossi, siglando il momentaneo vantaggio in casa del Bari, nella partita conclusa sull'1-1.

### Nazionale
Ha collezionato varie presenze nelle rappresentative nazionali giovanili italiane, dall'Under-16 sino all'Under-20.

## Statistiche

### Presenze e reti nei club
Statistiche aggiornate al 3 febbraio 2025.
| Stagione           | Squadra            | Campionato         | Campionato | Campionato | Coppe nazionali | Coppe nazionali | Coppe nazionali | Coppe continentali | Coppe continentali | Coppe continentali | Altre coppe | Altre coppe | Altre coppe | Totale | Totale |
| Stagione           | Squadra            | Comp               | Pres       | Reti       | Comp            | Pres            | Reti            | Comp               | Pres               | Reti               | Comp        | Pres        | Reti        | Pres   | Reti   |
| ------------------ | ------------------ | ------------------ | ---------- | ---------- | --------------- | --------------- | --------------- | ------------------ | ------------------ | ------------------ | ----------- | ----------- | ----------- | ------ | ------ |
| 2010-2011          | AlbinoLeffe        | B                  | 1          | 0          | CI              | 1               | 0               | -                  | -                  | -                  | -           | -           | -           | 2      | 0      |
| 2011-2012          | Milan              | A                  | 0          | 0          | CI              | 0               | 0               | UCL                | 0                  | 0                  | SI          | 0           | 0           | 0      | 0      |
| 2012-gen. 2013     | Milan              | A                  | 0          | 0          | CI              | 0               | 0               | UCL                | 0                  | 0                  | -           | -           | -           | 0      | 0      |
| Totale Milan       | Totale Milan       | Totale Milan       | 0          | 0          |                 | 0               | 0               |                    | 0                  | 0                  |             | 0           | 0           | 0      | 0      |
| gen.-giu. 2013     | AlbinoLeffe        | 1D                 | 10         | 0          | CI+CI-LP        | 0+0             | 0               | -                  | -                  | -                  | -           | -           | -           | 10     | 0      |
| 2013-2014          | AlbinoLeffe        | 1D                 | 15+1       | 7          | CI+CI-LP        | 0               | 0               | -                  | -                  | -                  | -           | -           | -           | 16     | 7      |
| Totale Albinoleffe | Totale Albinoleffe | Totale Albinoleffe | 26+1       | 7          |                 | 1               | 0               |                    | -                  | -                  |             | -           | -           | 28     | 7      |
| 2014-2015          | Verona             | A                  | 10         | 1          | CI              | 3               | 0               | -                  | -                  | -                  | -           | -           | -           | 13     | 1      |
| 2015-feb. 2016     | Pescara            | B                  | 9          | 1          | CI              | 2               | 1               | -                  | -                  | -                  | -           | -           | -           | 11     | 2      |
| feb.-giu. 2016     | Livorno            | B                  | 7          | 0          | CI              | 0               | 0               | -                  | -                  | -                  | -           | -           | -           | 7      | 0      |
| 2016-2017          | Verona             | B                  | 22         | 3          | CI              | 2               | 0               | -                  | -                  | -                  | -           | -           | -           | 24     | 3      |
| 2017-2018          | Verona             | A                  | 26         | 3          | CI              | 2               | 0               | -                  | -                  | -                  | -           | -           | -           | 28     | 3      |
| Totale Verona      | Totale Verona      | Totale Verona      | 58         | 7          |                 | 7               | 0               |                    | -                  | -                  |             | -           | -           | 65     | 7      |
| 2018-2019          | SPAL               | A                  | 24         | 2          | CI              | 1               | 0               | -                  | -                  | -                  | -           | -           | -           | 25     | 2      |
| 2019-2020          | SPAL               | A                  | 27         | 3          | CI              | 3               | 2               | -                  | -                  | -                  | -           | -           | -           | 30     | 5      |
| 2020-2021          | SPAL               | B                  | 29         | 11         | CI              | 1               | 0               | -                  | -                  | -                  | -           | -           | -           | 30     | 11     |
| Totale SPAL        | Totale SPAL        | Totale SPAL        | 80         | 16         |                 | 5               | 2               |                    | -                  | -                  |             | -           | -           | 85     | 18     |
| 2021-2022          | Monza              | B                  | 31         | 10         | CI              | 0               | 0               | -                  | -                  | -                  | -           | -           | -           | 31     | 10     |
| 2022-2023          | Monza              | A                  | 16         | 0          | CI              | 3               | 3               | -                  | -                  | -                  | -           | -           | -           | 19     | 3      |
| 2023-2024          | Pisa               | B                  | 33         | 10         | CI              | 0               | 0               | -                  | -                  | -                  | -           | -           | -           | 33     | 10     |
| 2024-feb. 2025     | Monza              | A                  | 5          | 0          | CI              | 2               | 0               | -                  | -                  | -                  | -           | -           | -           | 7      | 0      |
| Totale Monza       | Totale Monza       | Totale Monza       | 52         | 10         |                 | 5               | 3               |                    | -                  | -                  |             | -           | -           | 57     | 13     |
| feb.-giu. 2025     | Cremonese          | B                  | 1          | 0          | CI              | -               | -               | -                  | -                  | -                  | -           | -           | -           | 0      | 0      |
| Totale carriera    | Totale carriera    | Totale carriera    | 266        | 51         |                 | 20              | 6               |                    | 0                  | 0                  |             | 0           | 0           | 286    | 57     |

## Palmarès
- Supercoppa italiana: 1

Milan: 2011